# بيير وومي
بيير وومي (بالفرنسية: Pierre Womé)‏، من مواليد 26 مارس 1979 في دوالا في الكاميرون، لاعب كرة قدم كاميروني.
و قد لعب مع عدة أندية منها نادي فيتشينزا الإيطالي ونادي لوشيسي ليبرتاس ونادي روما الإيطالي ونادي بريشا الإيطالي ونادي إنتر ميلان الإيطالي ونادي بولونيا الإيطالي ونادي فولهام الإنجليزي ونادي إسبانيول الإسباني، وهو يلعب حاليا مع نادي فيردر بريمن الألماني.
و قد لعب مع منتخب الكاميرون لكرة القدم.

## روابط خارجية
- بيير وومي على موقع الاتحاد الدولي (مؤرشف)  (الإنجليزية)
- بيير وومي على موقع قاعدة بيانات كرة القدم.إي يو (الإنجليزية)
- بيير وومي على موقع بيانات كرة القدم. دي إي (الألمانية)
- بيير وومي على موقع ليكيب (الفرنسية)
- بيير وومي على موقع ناشيونال فوتبول تيمز (الإنجليزية)
- بيير وومي على موقع Soccerway.com (الإنجليزية)
- بيير وومي على موقع عالم كرة القدم.نت (الإنجليزية)
- بيير وومي على موقع أوليمبيديا (الإنجليزية)